# Ніл Дев'яти Заручників
Ніалл Дев'яти Заручників (Ніл, Нял) (ірл.: Niall Noígíallach) — верховний король Ірландії, 368–395 роки правління (за іншими джерелами — 376–405 роки правління, ще за іншими джерелами він помер десь між 450 та 455 роками). Напівлегендарний, напівісторичний правитель Ірландії, персонаж чисельних легенд та міфів. У скандинавських джерелах його ім'я згадується як Н'яль.
Згідно з давніми хроніками він здійснив багато походів до Британії та Галії, відповідно до деяких повідомлень саме він захопив в полон і привіз в Ірландію святого Патрика, коли той був ще хлопчиком.
П'ятий і наймолодший син верховного короля Ірландії Еохайда Мугмедона (344—351 роки правління). Згідно з іншими джерелами — четвертий наймолодший його син. На відміну від своїх братів, був незаконнонародженим сином — не королеви Монгфінд, дочки Фідаха, а коханки короля — принцеси Кайренн Касдуб — дочки бритського короля Скала Моена, що була захоплена в полон. Був засновником цілої династії верховних королів Ірландії — О'Нейлів (О'Нілів) та королівських династій західноірландського королівства Коннахт. Його синами були: Коналл Гулбан, Енд, Еоган (Еган), Каірбре (Карьбре), Лоегайр (Легарь), Маін Тетба (Мань Тетбе), Конал Крімтайне (Конал Крімптенє), Фіаху Фіахраха (Фяхе Фяхрехе).

## Легендарний життєпис

### Народження
За розповідями давніх ірландських легенд Еохайд Мугмедон мав п'ятьох синів: чотирьох — Бряна (Бріана), Айліля (Аліля), Фіахра (Фяхра), Фергуса — від законної дружини королеви Монгфінд, дочки Фідаха та одного — Ніла (Ніала) від коханки Кайренн Касдуб. Кайрен боялася помсти королеви і після народження залишила Ніла в полі на поживу птахам. Але немовля підібрав філід (професійний поет і співак, яких дуже шанували у давній Ірландії) Торна і прорік, що судилося цій дитині стати великим королем Ірландії. Поет виростив і виховав хлопчика і дорослим привів його в Тару.

### Боротьба за трон
У Тарі почались суперечки, кому стати спадкоємцем королівського престолу. Щоб розсудити цю справу, закликали друїда-коваля Сіткенна, який славився як мудрець і пророк. Сіткенн завів всіх синів короля до кузні, а потім підпалив своє майстерню. Кожен з синів короля виніс з палаючої кузні якийсь предмет і по цьому Сіткенн пророчив долю кожному королевичу. Бріан виніс з кузні два молоти і друїд прорік, що бути йому великим воїном і героєм. Фіахр виніс ковальські міхи і пиво — друїд прорік, що бути йому мудрецем та красенем. Айліль виніс з кузні зброю — друїд прорік, що бути йому месником. Фергус виніс оберемок хмизу серед якого була суха гілка тису — друїд прорік, що Фергус всохне. Ніл виніс з палаючої кузні ковадло і друїд прорік, що бути йому верховним королем Ірландії. Але чвари за престол тривали, оточуючі підбивали братів на братовбивство. Тоді брати вирішили поїхати разом на полювання, щоб випробувати свої сили. У лісі вони заблукали і почала вночі мучити їх нездоланна спрага. Пішов Бріан шукати воду, знайшов колодязь біля якого стояла стара потворна відьма, яка пообіцяла дати йому води, якщо він її поцілує. Він відмовився це зробити і, повернувшись в табір, сказав братам, що води не знайшов. Те саме сталося з Айлілем та Фергусом. Коли дійшла черга до Фіахра він пообіцяв, що поцілує відьму, але не виконав своєї обіцянки. Відьма напророчила, що в майбутньому двоє з його нащадків Даті та Айліль Молт будуть верховними королями Ірландії. Коли пішов на пошуки води Ніл, він не тільки поцілував стару відьму але і переспав з нею. Після цього стара відьма перетворилася в прекрасну юну дівчину, яка сказала Нілу, що вона влада, і Нілу судилось стати верховним королем Ірландії і всі подальші верховні королі Ірландії будуть з його нащадків, крім Ната І́ та Айліля Молта. Так і сталося.

### Правління
Попри інтриги королеви Могфінд і дядька Крімптана МакФідаха, Ніл отримує верховну королівську владу Ірландії. Брати стають правителями удільних королівств. Бріан, король королівства Коннахт переміг та ув'язнив Фіахра, що пішов на нього війною. Однак син Фіахра, Нат І́(Наті), продовжив війну та вбив Бріана. Відпустивши Фіахра, Ніл віддав йому Коннахт і покладався на нього, як доти на Бріана. Фіахр і його син Айліль Молт розпочали війну проти короля Мюнстеру, Еохайда, сина Крімптана. Перемога та здобуття багатьох трофеїв була потьмарена важким пораненням Фіахра, невдовзі він помер від ран. Мюнстерці поновили війну та, здобувши перемогу, стратили Айліля. Війна між Мюнстером і Коннахтом тривала ще багато років.
Є кілька версій яким чином Ніалл (Ніл) отримав титул «Дев'яти заручників». У найдавнішій з них він бере заручників з кожного з дев'яти ірландських племен (туата) або дрібних королівств Аргіллу. У пізнішій версії — більш відомій, але менш імовірній, він бере заручників з кожного з п'яти королівств Ірландії — Ленстера, Мюнстера, Улада, Коннахта, Міде та по одному заручнику від скоттів, бритів, саксів та франків (або згідно іншої версії — від королівств Дал Ріада, Каледонія, Стратклайд, Нортумбрія).
Джерела вказують на жваву завойовницьку політику Ірландії за часів правління Ніла. Згідно з однією з легенд під час одного зі своїх походів він бере в полон майбутнього святого Патріка і везе його в рабство в Ірландію. Через багато років Патрік втікає з рабства в Британію, але потім повертається в Ірландію і навертає цю країну в християнство. В бою за межами Ірландії король знайшов і свою смерть.

### Загибель Ніла
Відносно смерті Ніла Дев'яти Заручників відомості суперечливі. Наводяться дати між 450 та 455 роками. Згідно з одними версіями він гине в морі в протоці Ла-Манш, від руки королевича Лейнстеру Ехайда МакЕнн під час походу на Арморіку (нинішня Бретань). Інші джерела говорять про його загибель у війні з піктами в Каледонії (нинішня Шотландія, ірландською Альбенех). Ще інші джерела стверджують, що він загинув в Альпах в поході, ще інші — на узбережжі Британії в бою з саксами, які щойно прийшли в Британію на чолі з ХенгістомHengist and Horsa. Але в усіх легендах зазначається, що помер він за межами Ірландії. Супутники везуть його тіло в Ірландію і по дорозі витримують сім битв, і щоразу, доки несуть тіло Ніла, вони непереможні. Є відомості, що король похований в Ескахіні біля нинішньої церкви святого Патрика.